# واقعه هتل تارا در مهاباد
حادثهٔ هتل تارای مهاباد در تاریخ ۱۳ اردبیشهت ماه ۱۳۹۴ روی داد و منجر به فوت یک دختر ۲۸ سالهٔ مهابادی به نام فریناز خسروانی شد. برخی منابع نام او را پریناز خسروانی ذکر کرده‌اند. فریناز خسروانی در تاریخ روز یکشنبه (۱۳ اردیبهشت ۱۳۹۴/ ۳ مه ۲۰۱۵) از طبقه چهارم هتل تارای شهر مهاباد سقوط کرد و جان باخت. او مهماندار هتل مذکور بود. طبق منابع غیررسمی گفته شده مرگ این دختر برای فرار از تجاوز توسط یک مأمور امنیتی بوده‌است. هرچند بلافاصله مأمور امنیتی بودن مجرم توسط مقامات ایران رد شد و جعفر کتانی، فرماندار این شهر اعلام کرد که متهم اصلی «س.م. ه» است و اصلاً کارمند دولت نیست و به هیچ نهاد امنیتی و انتظامی کشور وابسته نیست. در اخبار منتشر شده در شبکه‌های اجتماعی گفته شده بود که این مأمور امنیتی به مدیر هتل تارا وعده داده‌است که در صورت همکاری جهت تعرض به مهمان دار هتل، برای تبدیل این هتل به هتل پنج‌ستاره با او مساعدت خواهد کرد.

## اعتراضات در مهاباد
هزاران نفر از مردم خشمگین شهر مهاباد در واکنش به مرگ فریناز خسروانی در جلوی هتل تارا تجمع کرده و دست به اعتراض زدند. آن‌ها اشیایی به سمت پنجره‌های هتل پرتاب کرده و هتل تارا را به آتش کشیدند. نیروهای امنیتی نیز جهت محافظت از مدیر هتل، او را با خود بردند. نیروهای امنیتی و یگان ضدشورش با واکنش خشن سعی در متفرق و مجروح کردن معترضان کردند. برای متفرق کردن معترضان از گاز اشک آور نیز استفاده شده‌است

## آمار مجروحین اعتراضات
وزیر کشور ایران (عبدالرضا رحمانی فضلی) در تاریخ ۲۱ اردیبهشت ۱۳۹۴ گفت که در جریان این حادثه ۲۱ نفر از عوامل انتظامی «زخمی شدند اما هیچ اقدامی نکردند.» این در حالیست که سه روز پیش از این سخنان وزیر کشور، علیرضا رادفر، معاون سیاسی امنیتی استانداری آذربایجان غربی گفته بود که در پی ناآرامی‌ها در شهر مهاباد، ۲۵ نفر مجروح شده‌اند که از این تعداد هفت نفر پلیس بوده‌اند.

## واکنش مقامات جمهوری اسلامی
مقامات ایران ارتباط متهم با نهادهای امنیتی کشور و همچنین «هرگونه شایعه در مورد تجاوز به متوفی» را رد کرده‌اند.
قادر سهرابی، امام جمعه مهاباد، معترضان به مرگ فریناز خسروانی را عده‌ای «فرصت‌طلب» خواند و در گفتگویی با خبرگزاری مهر مدعی شد که ماجرای مرگ فریناز خسروانی «آنقدر مهم و پیچیده» نبوده تا بدل به «مسئلهٔ امنیتی» شود. وی دلیل بالا گرفتن تنش‌ها در شهر مهاباد را کار «برخی افراد سودجو و منفعت‌طلب به پیروی از رسانه‌های معاند و بیگانه» خواند. سهرابی تجمع هزاران نفر در مقابل هتل تارا، محل کار فریناز خسروانی، را امری عادی خواند و دلیل آن را نزدیکی هتل با ۳ ترمینال پرتردد شهر دانست.
غلامحسین محسنی اژه‌ای، سخنگوی قوه قضاییه نیز در روز یکشنبه ۲۰ اردیبهشت در جمع خبرنگاران ضمن انتقاد از رسانه‌ها در بازتاب مرگ فریناز خسروانی در مهاباد گفت: «در این قضیه فردی به جهاتی این اتفاق برایش افتاده یا خودش برای خودش پیش آورده‌است. بعد یک فرد نااهل دیگر آمده کاری کرده و الان هم در حال بررسی است. اصلاً جا نداشت که این قضیه را به این شکل طرح کنند و به آن بپردازند.»

## واکنش بین‌المللی
در حالی که نیروی انتظامی ایران ده‌ها نفر را در اعتراضات مهاباد مجروح کرده بود، سازمان عفو بین‌الملل در تاریخ جمعه ۱۸ اردیبهشت ۱۳۹۴ از نیروهای انتظامی خواست که از برخورد خشونت‌آمیز و غیرضروری با معترضان خودداری کنند. این سازمان مدافع حقوق بشر همچنین از نیروهای امنیتی ایران خواسته‌است به حق اعتراض و تجمع مسالمت‌آمیز شهروندان احترام بگذارند.

## دستگیری متهم
سعید منتظرالمهدی، معاون اجتماعی پلیس ایران، دربارهٔ ماجرای خودکشی دختری در هتلی در مهاباد به خبرگزاری تسنیم گفت که فرد بازداشت‌شده به «جرم خود معترف است.» همچنین غلامحسین محسنی اژه‌ای، سخنگوی قوه قضاییه، دربارهٔ این فرد گفته‌است: «اجمالاً اینکه تقصیر دارد، در این قضیه فی الجمله روشن است، ولی فعلاً باید اجازه بدهیم موضوع رسیدگی و جزئیات روشن شود.»

## رد ادعای دخالت احزاب کرد در اعتراضات
مقامات جمهوری اسلامی ایران ادعا کردند اعتراض مردم مهاباد با تحریک «کومله و دمکرات» اتفاق افتاده‌است. رهبران هر دو گروه سیاسی کُرد در گفتگوی اختصاصی با دویچه وله این اتهام را رد کردند. مصطفی هجری دبیر اول حزب دمکرات کردستان ایران دربارهٔ اتهاماتی که مقامات ایرانی به این حزب زده‌اند، می‌گوید حزب دمکرات کردستان ایران در اعتراض مردم مهاباد نقشی نداشته و رسماً دخالت حزب را رد می‌کنیم. هجری تأکید کرد: «احزاب کرد از این ماجرا خبری نداشتند و بعد از این‌که اتفاق افتاد و مردم به حق علیه این عمل غیرانسانی به اعتراض برخاستند، احزاب سیاسی کرد از این اقدام پشتیبانی کردند؛ بنابراین حزب دمکرات کردستان ایران این سخنان مسئولین جمهوری اسلامی ایران را رد می‌کند و اعلام می‌کند که این رویدادها بر اثر تجاوز به حقوق مردم بوجود می‌آید و نه این‌که معلول تحریکات احزاب سیاسی باشد.»
عبدالله مهتدی، دبیرکل حزب کومله کردستان ایران نیز اظهار داشت «تظاهرات خشم‌آگین مردم مهاباد» برخاسته از نارضایتی عمیق درون خود مردم بوده‌است.

## فیلم دوربین‌های مداربسته هتل
۲۳ اردیبهشت ۱۳۹۴ فیلم دوربین‌های مداربسته هتل منتشر شد که با اعتراض وکیل خانواده متوفی اعلام گردید فیلم توسط مالک هتل منتشر نشده‌است.